# Pietro Aradori
Pietro Aradori (né le 9 décembre 1988 à Brescia) est un joueur italien de basket-ball. Aradori mesure 1,94 m et évolue au poste d'arrière.

## Biographie
Pietro Aradori remporte le championnat et la coupe d'Italie en 2011 avec Sienne.
Il est nommé meilleur joueur de la 10e journée de l'Euroligue 2011-2012.
En 2012, Aradori rejoint le Pallacanestro Cantù, club de première division italienne.
En octobre 2013, il est nommé meilleur joueur de la première journée de la saison régulière de l'EuroCoupe 2013-2014 avec une évaluation de 36 (28 points à 7 sur 8 au tir, 11 lancers francs réussis sur 11 et 6 rebonds) pour une victoire face aux Artland Dragons.
En août 2014, Aradori rejoint le club turc de Galatasaray. En raison des problèmes de paiement du club turc, Aradori décide de mettre un terme à son contrat en décembre 2014.
Le 19 décembre 2014, il s'engage avec l'Estudiantes Madrid. Une fois le maintien assuré de son équipe, il décide de partir jouer le titre en Italie à Venise.
Le 12 juillet 2015, il signe un contrat à Reggio d'Émilie en Italie.